# نهال (اسم)
نهال هو اسم علم شخصي مؤنث من أصل فارسي وله شعبية في الهند ومصر وتركيا والشرق الأوسط، معناه الريانة أو الشجيرة الحديثة الغرس.

## الشخصيات
- نهال عنبر ممثلة مصرية
- نهال أمجد الزهاوي سياسية عراقية
- نهال شيخ روحو مصارعة جودو تونسية
- نهال بينجيشو صحفية وكاتبة تركية
- نِهال علي السلايطة سيدة أعمال إردنية